# Anders Hagsgård
Sven Anders Hagsgård, född 7 juli 1959 i Nyköping, är en svensk jurist.
Anders Hagsgård blev efter domarutbildningen assessor i Hovrätten för Västra Sverige och utnämndes till hovrättsråd i samma domstol 1998. Han har varit t.f. lagman i Alingsås tingsrätt och chefsrådman i Länsrätten i Göteborg innan han utnämndes till lagman i Förvaltningsrätten i Göteborg 2015 och till hovrättspresident i Hovrätten för Västra Sverige 2019.